# Альбіт
Альбі́т (від лат. albus — білий) — породотвірний мінерал магматичних гірських порід класу силікатів, натрієвий польовий шпат. Алюмосилікат з групи плагіоклазів.

## Історія
Альбіт уперше описано 1815 в Швеції Ю. Г. Ганом та Є. Я. Берцеліусом.

## Загальний опис
Хім. склад — Na(AlSi3O8).
Містить (%): Na2О — 11,67; Al2О3 — 19,35; SiO2 — 68,44. Домішки: K, Ca, Rb, Cs.
Сингонія триклінна.
Вид пінакоїдальний.
Кристали таблитчасті.
Спайність досконала.
Густина 2,6. Твердість 6-6,5.
Колір білий різних відтінків.
Блиск скляний, злом нерівний.
Твердість 6—6.5.
Густина 2.63.
Кристали таблитчасті.
Утворюється також у зв’язку з метасоматичними процесами. Використовують у керамічному виробництві.
Альбіт поширений в Україні (Приазов'я, Волноваський район), є в межах Українського щита, у Карелії, на Кольському п-ові, Уралі.

## Різновиди
Розрізняють:
- альбіт високий (високотемпературна відміна альбіту);
- альбіт ґаліїстий (штучний альбіт, в якому алюміній ізоморфно заміщений ґалієм);
- альбіт ґерманіїстий (штучний альбіт, в якому кремній заміщений ґерманієм);
- альбіт двійниковий (здвоєні кристали альбіту);
- альбіт каліїстий (відміна альбіту з вмістом К[AlSi3O8] понад 10%); альбіт низький (низькотемпературна відміна альбіту) та інш.